# The Dominoes
The Dominoes  est un groupe vocal de rhythm and blues et de doo-wop américain des années 1950. Fondé par Billy Ward (19 septembre 1921, Los Angeles - 16 février 2002, Inglewood, Californie), il a compté dans ses rangs les chanteurs Clyde McPhatter et Jackie Wilson. Son plus gros succès fut Sixty Minute Man, un des premiers rock 'n' roll de l'Histoire.

## Biographie
Enfant, Billy Ward (pseudonyme de Robert Williams) reçoit une formation classique de soprano et monte sur scène dès l'âge de six ans. Il étudie différents instruments et commence à composer à quatorze ans. Il forme les Dominoes à New York en 1950. Le premier chanteur du groupe est le ténor Clyde McPhatter. Le groupe est engagé chez Federal, filiale de King Records, et passe à la télévision en décembre dans l'émission Arthur Godfrey's talents scouts, où il interprète le standard du blues Goodnight, Irene. Leur premier disque, Do Something For Me, atteint la sixième place du classement rhythm & blues en janvier. Ils enchaînent avec Sixty-Minute Man, plus gros hit R&B de l'année 1951. Véritable rock 'n' roll, la chanson parvient même à se classer dans les charts pop (no 17), fait unique pour un groupe noir à cette époque. Les termes « rock » et « roll » figurent dans les paroles (« I rock 'em, roll 'em all night long »). Le morceau sera repris par Hardrock Gunter, Jerry Lee Lewis et par Rufus et Carla Thomas. En mars 1952, les Dominoes sont le seul groupe vocal à participer au Moondog Coronation Ball d'Alan Freed.
Cette année-là, le personnel du groupe est considérablement renouvelé. Clyde McPhatter, parti rejoindre les Drifters, est remplacé par Jackie Wilson. Ils se rebaptisent alors Billy Ward & The Dominoes et enregistrent un nouveau succès : Have Mercy Baby. En 1954, ils signent chez Jubilee puis chez Decca en 1956, où ils intègrent une seconde fois le classement pop avec St. Therese Of The Rose. Jackie Wilson s'en va à son tour faire une brillante carrière solo et le groupe part chez Liberty et obtient un dernier tube en 1958 avec Jenny Lee (no 5). Mais il ne retrouvera jamais plus le succès des débuts.

## Discographie sélective

### Singles
- déc. 1950 - Do Something For Me
- fév. 1951 - Other Lips, Other Arms, avec Little Esther
- avr. 1951 - Sixty Minute Man
- nov. 1951 - Heart To Heart, avec Little Esther
- avr. 1952 - Have Mercy Baby
- avr. 1953 - These Foolish Things Remind Me Of You
- oct. 1953 - Rags To Riches
- mars 1954 - Tootsie Roll
- jan. 1954 - Can't Do Sixty No More
- mai 1956 - St. Therese Of The Rose

### Albums
- 1956 - Bily Ward and his Dominoes (25 cm)
- 1957 - Bily Ward and the Dominoes
- 1957 - Sea Of Glass
- 1958 - Yours Forever
- 1958 - Bily Ward and his Dominoes with Clyde McPhatter
- 1958 - Clyde McPhatter with Bily Ward and his Dominoes